# Brestice (Bileća)
Pour les articles homonymes, voir Brestice.
Brestice (en serbe cyrillique : Брестице) est un village de Bosnie-Herzégovine. Il est situé dans la municipalité de Bileća et dans la république serbe de Bosnie. Selon les premiers résultats du recensement bosnien de 2013, il compte 18 habitants.

## Démographie

### Évolution historique de la population dans la localité
| 1948 | 1953 | 1961 | 1971 | 1981 | 1991 | 2013 |
| ---- | ---- | ---- | ---- | ---- | ---- | ---- |
| 112  | 130  | 129  | 83   | 56   | 41,  | 18   |

|  |

## Personnalité
L'écrivain Radoslav Bratić est né dans le village en 1948.